# Amhara nyelv
Az amhara nyelv (amharául አማርኛ amarəñña  fonetikus kiejtéssel: [amarɨɲɲa]) az afroázsiai nyelvcsalád, azon belül a sémi nyelvek csoportjába sorolható természetes nyelv. A nyelv beszélőinek száma az 1994-es népszámlálás adatai alapján összesen mintegy 17 528 500 fő volt, a beszélők számának legnagyobb hányada – 17 400 000 fő – Etiópia állam területén él, ahol az amhara számít az egyetlen hivatalos nyelvnek, miközben az ország lakosságának mindössze egyharmada beszéli a nyelvet. Anyanyelveként összesen 14 743 556 etiópiai személy beszéli az amharát, valamint további 4 millióan használják mint második nyelvet. A nyelv leírásához az abugida írásrendszerek közé sorolható geez írást használják, módosított jelek segítségével. A geeztől többé-kevésbé független módon kialakult, önálló irodalma a 16–17. századtól kezdődően ismert. A sémi nyelvek közül az arab után a második legtöbb ember által beszélt nyelvnek számít.
Etiópián kívül a nyelvet körülbelül 2,7 millió kivándorolt beszéli, e csoport tagjainak legnagyobb része Kanada, az Amerikai Egyesült Államok és Svédország területén él. Izraelben található továbbá egy mintegy 120 000 fős amhara nyelvű közösség, amelynek tagjai etiópiai származású zsidók. A kisebbség létezésének egyik legfőbb oka az, hogy Etiópiában több évszázadon keresztül fennállt egy zsidó közösség, melynek pontos eredete teljesen nem ismert, azonban minden bizonnyal legalább a kereszténység megérkezésének idejéig nyúlik vissza. Az Afrikában elhelyezkedő országok közül Egyiptom és Eritrea területén található nagyobb létszámú amhara nyelvű közösség.
Az amhara helyzete Etiópiában számos vita és kérdés témájának számít. Az országban tevékenykedő haladó politikusok javaslata szerint az amhara mellett több más nyelvnek is hivatalos státuszt kellene kapnia – a Dél-afrikai Köztársaság példáját követve, ahol az 1990-es évektől kezdve 11 hivatalos nyelvet vezettek be. A nyelvi helyzet terén komoly előrelépés született 1991-ben, amikor az új alkotmány engedélyezte a kisebbségi nyelvek használatát az általános iskolai oktatásban is, azonban az etiópiai közigazgatás területén még mindig az amhara az egyedüli meghatározó nyelv. Az amhara számít az általánosan elfogadott nyelvnek az állami intézmények és iskolák, a hadsereg és a vállalkozások körében, illetve a helyi folyóiratok nagy része is amharául íródik. Ezen kívül az etióp ortodox egyház is a nyelvet használja.

## Átírási táblázat
| IPA jele | Átírás | Magyar |
| -------- | ------ | ------ |
| ɛ        | e      | e      |
| u        | u      | u      |
| i        | i, ii  | i, í   |
| ȧ        | ȧ      | a, á   |
| o        | o      | o, ó   |

[forrás?]